# صرصور (رواية)
الصرصور هو كتاب كوميدي مظلم من تأليف الكاتب الكندي راوي الحاج. صدر في عام 2008، ونشرته دار أنانسي [الإنجليزية]. وهو كتاب للمراهقين/البالغين في الأدب المتقدم.

## الحبكة
رجل مهاجر من الشرق الأوسط، ينتقل إلى الأحياء الفقيرة في مونتريال، حيث يكتشف أنه عالق في الفقر. عندما حاول الانتحار، أنقذه رجل يرتدي ملابس سباحة. ثم يُحكم عليه بالخضوع للعلاج، حيث يشرح طفولته البشعة وكيف يعتقد أنه صرصور. وهو أيضًا يحب فتاة تدعى شهرة، وهو صديق/عدو لرجل يدعى رضا. حصل على وظيفة في مطعم، ولا يستطيع إلا أن يحدق في ابنة رئيسه. ويسرق أيضًا من كل رجل غني وامرأة فقيرة. خلال الكتاب يبدأ الرجل بالتغير ببطء، للأفضل والأسوأ.

## الاستقبال
كانت الرواية منتخبة في القائمة النهائية لجائزة جيلر [الإنجليزية] 2008، وجائزة روجرز للكاتب الثقة في 2008،  وجائزة الحاكم العام للفكرة باللغة الإنجليزية في 2008 وجائزة الكتب الكبرى في مونتريال في 2008.
اُختير الكتاب ليُضمَّن في طبعة عام 2014 من برنامج قراءات كندا [الإنجليزية] على مذياع CBC [الإنجليزية]، حيث دافعت عنه سامانثا بي.